# Триссино, Джованни Джорджо
Джованни Джорджо «Джанджорджо» Триссино даль Велло д’Оро (итал. Giovanni Giorgio "Gian Giorgio" Trissino dal Vello d'Oro; 22 июля 1877, Виченца — 22 декабря 1963, Милан) — итальянский граф, спортсмен-конник, чемпион и серебряный призёр летних Олимпийских игр 1900, первый чемпион Игр от Италии.
На Играх Триссино, вместе со своей лошадью Оресте, сначала участвовал в соревнованиях по прыжкам в длину, в котором, с результатом 5,70 м, занял второе место, выиграв серебряную медаль.
Затем он участвовал в соревновании по прыжкам высоту. С лошадью Канила он занял первое место с результатом 1,85 м, правда разделив его с французом Домиником Гардером. Затем он соревновался вместе с лошадью Мелепо, с которой занял четвёртое место, показав результат 1,70 м.